# Kreisbahn Beeskow-Fürstenwalde T1001
Der KBF T1001 war ein 1929 entwickelter Verbrennungstriebwagen.
Ursprünglich wurde der Triebwagen als benzinelektrischer Triebwagen mit unbekannter Herkunft und Einsatzstellen geführt. Zu einem nicht geklärten Zeitpunkt wurde er von Linke-Hofmann-Busch wieder aufgebaut und danach als dieselelektrisches Fahrzeug bei der Kreisbahn Beeskow-Fürstenwalde (KBF) betrieben. Er gelangte nach 1945 zur Deutschen Reichsbahn und wurde als VT 137 526 bezeichnet. Der Triebwagen war bis Mitte der 1960er Jahre im Einsatz und wurde 1968 ausgemustert und verschrottet.

## Geschichte
Die Geschichte des Triebwagens ist nicht eindeutig geklärt. Er soll 1929 gebaut worden sein, die erste Einsatzstelle wird nicht erwähnt. Ab einem nicht geklärten Zeitpunkt wurde er bei der Kreisbahn Fürstenwalde–Beeskow eingesetzt. Eine Quelle nennt als Stationierung bei der KBF das Jahr 1937, eine andere Quelle nennt 1942 als Umbaudatum.
Nach 1945 soll der Triebwagen leihweise bei der Kleinbahn Freienwalde–Zehden eingesetzt worden sein, als Bezeichnung wird T 502 angenommen, in den dortigen Fahrzeuglisten wird der Triebwagen nicht aufgeführt.

### VT 137 526
Weitere Stationierungsdaten sind zum 1. Januar 1950 die RBD Berlin, zum 1. Januar 1955 das Bahnbetriebswerk Karlshorst, ebenso zum 1. Januar 1960.
Letzte Einsatzstelle war das Bw Frankfurt (Oder) P, wo der Triebwagen am 3. August 1963 abgestellt wurde. Es existieren Fotos, die den Triebwagen im Oktober 1964 abgestellt im RAW Dessau zeigen. 1965 wurde er z-gestellt in Frankfurt (Oder) geführt. Er wurde am 3. Oktober 1968 ausgemustert und im gleichen Jahr verschrottet.

## Konstruktive Merkmale
Bei der konstruktiven Gestaltung gibt es unklare Details. Zum Baujahr 1929 besaßen Fahrzeuge noch Karosserien mit Nietkonstruktion. Es ist möglich, dass der Triebwagen bei dem Neuaufbau einen neuen Wagenkasten erhalten hat.
Die erste Maschinenanlage wurde mit benzinelektrischer Kraftübertragung beschrieben. Nach dem Neuaufbau hatte er einen Dieselmotor von MAN mit der Bezeichnung W8 V 17,5/22 und eine elektrische Ausrüstung von AEG.